# Sven Åberg
För andra betydelser, se Sven Åberg (olika betydelser).
Sven Åberg, född 14 november 1951, är en svensk flöjtist och dirigent.

## Studier och karriär
- Dirigentstudier 1994–1997 för Jorma Panula.
- Flöjtstudier 1981–1982 för Raymond Guiot i Paris.
- Flöjtklassen vid musikhögskolan i Göteborg 1975–1978 för Gérard Schaub.
- Dirigentstudier vid musikhögskolan i Göteborg 1975–1978 för Lars Bennstorp.
- Flöjtpedagogexamen vid Stockholms borgarskola 1973.

Sven Åberg har efter examen varit anställd på ett flertal ställen, däribland Ålands Musikinstitut, Kulturama och Stockholms Musikpedagogiska Institut. Utöver detta är Åberg också solist och frilansmusiker. Han har varit delaktig i bland annat Norrlandsoperans Symfoniorkester som soloflöjtist. 
Sedan 1998 är Sven Åberg dirigent för Stockholm Stråkensemble. Inspelning finns på NOSAG records med verk av C.Deak, Ingvar Karkoff och Johan Hammerth. 
Åberg har under åren gjort inspelningar för Sveriges Radio och direktsända konserter från Studio 2 i Radiohuset. Svenska tonsättare som har komponerat direkt för Sven Åberg är bl.a Ingvar Karkoff, Maurice Karkoff  och Håkan Theorin. Åberg har turnerat i Sverige, Europa och Japan.
Han mottog Medborgarskolans debutstipendium 1975.